# Margaret Osborne DuPont
Margaret Evelyn Osborne, zamężna DuPont (ur. 4 marca 1918 w Joseph, Oregon, zm. 24 października 2012 w El Paso), tenisistka amerykańska – zwyciężczyni 37 turniejów wielkoszlemowych w grze pojedynczej, podwójnej i mieszanej.
Wychowywała się w San Francisco. Po raz pierwszy znalazła się w czołowej dziesiątce rankingu amerykańskiego w 1938 (nr 7), a po raz ostatni dwadzieścia lat później (nr 5 w 1958). W tym okresie osiągnęła szereg znaczących sukcesów, głównie w deblu w parze z Louise Brough, ale także w grze pojedynczej – trzy razy (z rzędu) wygrała mistrzostwa USA, dwa razy mistrzostwa Francji, raz Wimbledon. W latach 1941–1957 zaledwie dwa finały debla kobiet na mistrzostwach USA odbyły się bez jej udziału. Była liderką nieoficjalnego rankingu światowego "Daily Telegraph" w latach 1947–1950, a rankingu amerykańskiego w latach 1948-1950 (w klasyfikacji krajowej w 1947 wyprzedziła ją Brough).
Dziewięciokrotnie triumfowała w mistrzostwach USA w grze mieszanej. W półfinale w 1948, grając w parze z Billem Talbertem, ustanowiła rekord miksta pod względem liczby rozegranych gemów. Osborne DuPont i Talbert pokonali Boba Falkenburga i Gertrude Moran 27:25, 5:7, 6:1. Wynik ten poprawili dopiero w 1991 Brenda Schultz i Michiel Schapers w I rundzie Wimbledonu, pokonując Andreę Temesvári i Toma Nijssena 6:3, 5:7, 29:27. Para deblowa, jaką Osborne DuPont stworzyła z Louise Brough, była najskuteczniejszym żeńskim deblem do czasu sukcesów Martiny Navrátilovej i Pam Shriver. Tak skuteczne we wspólnej grze deblowej Amerykanki były zarazem częstymi rywalkami na korcie i rozegrały między sobą dwa najbardziej spektakularne finały wielkoszlemowe w tym okresie – na Wimbledonie w 1949 górą była Brough (10:8, 1:6, 10:8), a na mistrzostwach USA w 1949 Osborne DuPont (4:6, 6:4, 15:13).
Praworęczna, grała zazwyczaj stylem "serwis-wolej", właśnie serwis był jej silną bronią. Grała także skutecznie wolejem i lobem, a forhend stosowała często czopowany. Odniosła łącznie 37 zwycięstw w turniejach wielkoszlemowych, nigdy nie biorąc udziału w mistrzostwach Australii. Jest tym samym czwartą pod względem sukcesów wielkoszlemowych zawodniczką w historii, jedynie za Margaret Court, Martiną Navrátilovą i Billie Jean King. Imponującym dorobkiem może się także pochwalić w Pucharze Wightman. Osborne występowała w tych rozgrywkach w latach 1946–1950, 1954, 1955, 1957 i 1962, nigdy nie przegrywając meczu (zarówno w singlu, jak i deblu). Była także kapitanem zespołu narodowego w latach 1953–1955, 1957–1958, 1961–1963 i 1965. Z wszystkich lat, kiedy była zawodniczką lub kapitanem Amerykanek w Pucharze Wightman, jedynie w 1958 trofeum przypadło Brytyjkom.
W 1947 wyszła za mąż za Williama DuPonta, pochodzącego ze znanej rodziny przemysłowców. Na krótko przerwała karierę i urodziła syna, ale po porodzie kontynuowała występy z powodzeniem. Jest uważana za jedną z współautorek potęgi światowej kobiecego tenisa amerykańskiego po II wojnie światowej. W 1967 została wpisana do Międzynarodowej Tenisowej Galerii Sławy.
Osiągnięcia w turniejach wielkoszlemowych:
- Wimbledon
  - gra pojedyncza – wygrana 1947, finały 1949, 1950
  - gra podwójna – wygrane 1946, 1948, 1949, 1950, 1954 (wszystkie z Louise Brough)
  - gra mieszana – wygrana 1962 (z Neale Fraserem), finał 1954 (z Kenem Rosewallem)
- mistrzostwa Francji
  - gra pojedyncza – wygrane 1946, 1949
  - gra podwójna – wygrane 1946, 1947, 1949, finał 1950 (wszystkie z Louise Brough)
- mistrzostwa USA
  - gra pojedyncza – wygrane 1948, 1949, 1950, finały 1944, 1947
  - gra podwójna – wygrane 1941 (z Sarah Palfrey Fabian), 1942, 1943, 1944, 1945, 1946, 1947, 1948, 1949, 1950, 1955, 1956, 1957, finały 1953, 1954 (wszystkie z Louise Brough)
  - gra mieszana – wygrane 1943, 1944, 1945, 1946 (wszystkie z Billem Talbertem), 1950 (z Kenem McGregorem), 1956 (z Kenem Rosewallem), 1958, 1959, 1960 (wszystkie z Neale Fraserem), finały 1948, 1949 (oba z Billem Talbertem), 1954 (z Kenem Rosewallem)

Finały singlowe w turniejach wielkoszlemowych:
- mistrzostwa USA 1944 – 3:6, 6:8 z Pauline Betz
- mistrzostwa Francji 1946 – 1:6, 8:6, 7:5 z Pauline Betz
- Wimbledon 1947 – 6:2, 6:4 z Doris Hart
- mistrzostwa USA 1947 – 6:8, 6:4, 1:6 z Louise Brough
- mistrzostwa USA 1948 – 4:6, 6:4, 15:13 z Louise Brough
- mistrzostwa Francji 1949 – 7:5, 6:2 z Nelly Adamson
- Wimbledon 1949 – 8:10, 6:1, 8:10 z Louise Brough
- mistrzostwa USA 1949 – 6:4, 6:1 z Doris Hart
- Wimbledon 1950 – 1:6, 6:3, 1:6 z Louise Brough
- mistrzostwa USA 1950 – 6:3, 6:3 z Doris Hart